# Theodor Busse
Theodor Ernst Hermann August Busse, född 15 december 1897 i Frankfurt an der Oder, död 21 oktober 1986 i Wallerstein cirka 5 km norr om Nördlingen, var en tysk militär. Han befordrades till generalmajor 1943 och till general i infanteriet 1944. Han erhöll Riddarkorset av Järnkorset 1944.

## Biografi

### Tidig karriär
Busse blev militär under första världskriget och anslöt sig som fanjunkare till den kejserliga armén den 1 december 1915. Han placerades vid 2. brandenburgska grenadjärregementet. Sommaren 1916 deltog Busse med regementet i fält och befordrades till löjtnant den 1 februari 1917.
Efter kriget värvades han till Reichsheer och placerades 1920 vid 10. infanteriregementet. Senare tjänstgjorde han vid 8. preussiska infanteriregementet. 1923 tjänstgjorde han vid 4. kompaniet vid 8. preussiska infanteriregementet i Frankfurt an der Oder och 1925 vid 7. kompaniet vid 8. preussiska infanteriregementet i Liegnitz. Sommaren 1925 befordrades han till överlöjtnant (oberleutnant) och utnämndes officiellt till detta den 1 april. Den 1 oktober 1925 förflyttades han till 8. kompaniet vid 8. preussiska infanteriregementet i Liegnitz, 1928 utnämndes han till adjutant vid II. bataljonen vid 8. preussiska infanteriregementet i Liegnitz och den 1 oktober 1929 placerades han vid staben vid Reichswehrs 5. division.
Den 1 oktober 1931 placerades Busse vid regementsstaben vid 10. preussiska kavalleriregementet i Züllichau och den 1 februari 1933 befordrades han till ryttmästare vid samma regemente. Den 1 april 1933 anställdes han vid Reichswehrministerium i Berlin, befordrades den 1 april 1936 till major och blev 1937 generalstabsofficer vid 22. infanteridivisionen.

### Andra världskriget
Den 1 mars 1939 förflyttades Busse till Oberkommando des Heeres (OKH). Han befordrades till överstelöjtnant den 1 april 1939, blev den 25 oktober 1940 operationschef vid generalstaben vid 11. armén och kom som sådan att vara involverad i det tyska anfallet mot Sovjetunionen 1941. Han befordrades till överste den 1 augusti 1941 och deltog 1942 vid fronten på Krim. Den 24 maj 1942 förlänades Busse med tyska korset i guld. 1943 förflyttades han till armégrupp Süd, vid vilken han befordrades till generalmajor den 1 mars 1943 och blev armégruppens generalstabschef. Den 1 september 1943 befordrades han till generallöjtnant, blev i mars 1944 generalstabschef vid armégrupp Nordukraina och upptogs i juli 1944 i Führerreserven. Samma månad blev Busse befälhavare för 121. infanteridivisionen och innehöll tjänsten fram till den 1 september. Den 9 november 1944 utnämndes han till general av infanteriet samt till befälhavare för I. armékåren. I mitten av januari 1945 utsågs Busse till befälhavare för 9. armén.

### Efterkrigstiden
Busse var i krigsfångenskap från juli 1945 till december 1947 och satt huvudsakligen internerad i Landsberg. Busse utsågs till högste rådgivare i civilförsvarsfrågor i Adenauerregeringen när Västtyskland bildades. Han tilldelades Förbundsrepubliken Tysklands förtjänstorden 1966.

## Befäl
- operativ chef 11. Armees stab oktober 1940 – november 1942
- operativ chef Heeresgruppe Don, senare Süd, november 1942 – mars 1943
- staben Heeresgruppe Süd mars 1943 – mars 1944
- staben Heeresgruppe Nordukraine mars 1944 – juli 1944
- 121. Infanterie-Division juli 1944 – september 1944
- I. Armeekorps september 1944 – januari 1945
- 9. Armee januari – juli 1945